# Grupa Armii Afryka
Grupa Armii Afryka (niem. Heeresgruppe Afrika) – niemiecka grupa armii stacjonująca na terenach kontynentu afrykańskiego.

## Utworzenie i walki
Utworzona w styczniu 1943 roku z Niemiecko-Włoskiej Armii Pancernej i Sztabu Organizacyjnego Tunis. Brała udział w końcowej fazie walk o przełęcz Kasserine, następnie walczyła z brytyjską 8 Armią o Linię Mareth w początkach marca 1943 roku. W tym samym miesiącu nastąpiła zmiana na stanowisku dowodzenia, a grupa armii została rozwiązana w maju 1943 roku po rozbiciu przez wojska alianckie.

## Dowództwo grupy
Dowódcy grupy
- luty-marzec 1943: Erwin Rommel
- marzec-maj 1943 Hans Jürgen von Arnim

Szefowie sztabu
- 22 lutego 1943: Generalleutenant Fritz Bayerlein
- 1 marca 1943: Generalleutnant Alfred Gause

## Skład
- 504 pułk łączności
- 1 Armia (włoska)
- 5 Armia Pancerna